# Strudsvinge (art)
Strudsvinge (Matteuccia struthiopteris) er en bregne-art og den eneste art i Strudsvinge-slægten der tilhører Mangeløv-familien. Den er 70-150 cm høj og let genkendelig på sin oprette, symmetriske tragtform, sin store højde og sin meget friskgrønne farve.

## Beskrivelse
Den kendes også fra mange andre bregner på at den ikke har sporehuse på undersiden af bladene, men siddende på nogle særlige mindre blade der kommer op inde i tragten. De vegetative blade er dobbelt fjersnitdelte med bladafsnit, som er helrandede.
De sporebærende blade kommer op fra midten af bladrosetten, og de er oftest brune og bærer sporer sent på sæsonen. De står vinteren igennem, og er halvt så lange som de sterile, grønne blade. De sporebærende blade er enkelt fjersnitdelte med bladafsnit, som er smalle og korte, men bredest for oven. Sporehusgrupperne sidder i 1-2 rækker på undersiden af bladafsnittene, som er indrullede i begyndelsen.
Strudsvinge har kraftige, oprette jordstængler, hvorfra de tragtformede rosetter skyder op. Desuden danner hver plante lange, underjordiske udløbere, og ved denne vegetative formering kan der dannes tætte kolonier.
Højde x bredde: 1,50 x 0,70 m.

## Voksested
Arten kan gro under mange forhold i haver, men foretrækker let fugtige og sandede jordtyper, f.eks. åbredder. Den forekommer i tempererede områder på den nordlige halvkugle i det nordlige og østlige Europa, nordlige Asien og norlige Nord-Amerika.
I Danmark er den sjældent vildtvoksende. Forekomster er ofte forvildede fra haver. Den findes mest på Øerne på skygget, fugtig bund i skove.
I Smørmosen i Gladsaxe Kommune vokser den sammen med bl.a. fjerbregne, alm. fredløs, alm. hæg, alm. mangeløv, bævreasp, båndpil, duskfredløs, dyndpadderok, engnellikerod, gul anemone, gul iris, gåsepotentil, hvidpil, kærdunbregne, kærpadderok, kærmysse, mosebunke, nyserøllike, plettet arum, rød kornel og småblomstret balsamin

## Anvendelse
Strudsvinge er en populær staude i haven, hvor den med fordel kan bruges som et markant elemenet i skovbunds- eller sumpbedet. Ungblade, der endnu ikke har rullet sig helt ud, koges som grøntsag og betragtes som en delikatesse i dele af det nordøstlige Nord-Amerika og Japan.
| Portal | Portal:Botanik |

## Note
1. ↑  Poul Evald Hansen: Smør- og Fedtmosen 1999. Flora-rapport